# Ích Hậu
Ích Hậu là một xã thuộc huyện Thạch Hà, tỉnh Hà Tĩnh, Việt Nam.
Xã ích Hậu có diện tích 9,17 km², dân số năm 1999 là 7538 người, mật độ dân số đạt 822 người/km².

## Lịch sử
Từ xa xưa trên địa bàn xã này có tuyến kênh Nhà Lê nối từ  kinh đô Hoa Lư đến Đèo Ngang đi qua, là tuyến đường thủy đầu tiên trong lịch sử Việt Nam và được coi là tuyến đường Hồ Chí Minh trên sông vì những đóng góp cho các cuộc chiến tranh của người Việt.
- Trước 2007, xã có thời gian gọi là Ích Hậu, sau đổi thành xã Hậu Lộc thuộc huyện Can Lộc.
- Sau 2007 Thành lập huyện Lộc Hà, xã chuyển từ Can Lộc sang huyện Lộc Hà[3], gọi là xã Ích Hậu.

Ngày 14 tháng 11 năm 2024, Ủy ban Thường vụ Quốc hội ban hành Nghị quyết số 1283/NQ-UBTVQH14 về việc sắp xếp các đơn vị hành chính cấp xã thuộc tỉnh Hà Tĩnh giai đoạn 2023–2025 (nghị quyết có hiệu lực từ ngày 1 tháng 1 năm 2025).Theo đó, sáp nhập xã Ích Hậu vào huyện Thạch Hà